# Campeonato Panamericano de Judo de 1996
El XXI Campeonato Panamericano de Judo se celebró en San Juan (Puerto Rico) entre el 16 y el 21 de octubre de 1996 bajo la organización de la Unión Panamericana de Judo.
En total se disputaron dieciséis pruebas diferentes, ocho masculinas y ocho femeninas.

## Resultados

### Masculino
| Evento | Oro                            | Plata                          | Bronce                                                                   |
| ------ | ------------------------------ | ------------------------------ | ------------------------------------------------------------------------ |
| –56 kg | Fúlvio Miyata · Brasil         | Edgardo Caminos Argentina      | Cristóbal Aburto · México · Suil Barragan · Venezuela                    |
| –60 kg | Manolo Poulot Ramos · Cuba     | Alexander García · Brasil      | Ricardo Acuña · México · Bernardo Pérez · República Dominicana           |
| –65 kg | Israel Hernández Planas · Cuba | Henrique Guimarães · Brasil    | Orlando Cruz · República Dominicana · Claudio Repetto · Argentina        |
| –71 kg | Sebastian Pereira · Brasil     | Yan Omar Sagarra · Cuba        | Daniel Rodrigo Lucenti · Argentina · Jean-Pierre Cantin · Canadá         |
| –78 kg | Gabriel Arteaga · Cuba         | Hermágoras Manglés · Venezuela | José Luis Figueroa Martínez · Puerto Rico · Flávio Canto · Brasil        |
| –86 kg | Edelmar Branco Zanol · Brasil  | Brian Olson Estados Unidos     | José Vicbart Geraldino · República Dominicana · Yosvane Despaigne · Cuba |
| –95 kg | Aurélio Miguel · Brasil        | Ángel Vladimir Sánchez · Cuba  | Humberto Terrero · República Dominicana · John Serbin · Estados Unidos   |
| +95 kg | Jorge Fiz Castro · Cuba        | Felipe Vargas · Brasil         | Orlando Baccino · Argentina · Luis Tejada · República Dominicana         |

### Femenino
| Evento | Oro                             | Plata                                   | Bronce                                                               |
| ------ | ------------------------------- | --------------------------------------- | -------------------------------------------------------------------- |
| –45 kg | Consuelo González · Cuba        | Ana Lucía Barbón · Colombia             | Roselys Guacarán · Venezuela · Renata Silva · Brasil                 |
| –48 kg | Amarilis Savón · Cuba           | Hillary Wolf Estados Unidos             | Dominique Pilon · Canadá · Fernanda Pires · Brasil                   |
| –52 kg | Carolina Mariani Argentina      | Legna Verdecia Rodríguez · Cuba         | Aurora Cardona · Colombia · Virnelis Boraure · Venezuela             |
| –56 kg | Driulis González Morales · Cuba | Danielle Zangrando · Brasil             | Ellen Bernice Wilson · Estados Unidos · Marie-Josée Morneau · Canadá |
| –61 kg | Kenia Rodríguez · Cuba          | Eleucadia Vargas · República Dominicana | Xiomara Griffith · Venezuela · Cristiane Parmigiano · Brasil         |
| –66 kg | Sibelis Veranes · Cuba          | Dulce Piña · República Dominicana       | Rosicleia Campos · Brasil · Elizabeth Copes · Argentina              |
| –72 kg | Niki Jenkins · Canadá           | Sandra Bacher Estados Unidos            | Regla Leyén Zulueta · Cuba · Francis Gómez · Venezuela               |
| +72 kg | Daima Beltrán · Cuba            | Carmen Chalá · Ecuador                  | Kimberly Ribble · Canadá · Estela Riley · Panamá                     |

## Medallero
| Núm. | País                 | Oro | Plata | Bronce | Total |
| ---- | -------------------- | --- | ----- | ------ | ----- |
| 1    | Cuba                 | 10  | 3     | 2      | 15    |
| 2    | Brasil               | 4   | 4     | 5      | 13    |
| 3    | Argentina            | 1   | 1     | 4      | 6     |
| 4    | Canadá               | 1   | 0     | 4      | 5     |
| 5    | Estados Unidos       | 0   | 3     | 2      | 5     |
| 6    | República Dominicana | 0   | 2     | 5      | 7     |
| 7    | Venezuela            | 0   | 1     | 5      | 6     |
| 8    | Colombia             | 0   | 1     | 1      | 2     |
| 9    | Ecuador              | 0   | 1     | 0      | 1     |
| 10   | México               | 0   | 0     | 2      | 2     |
| 11   | Panamá               | 0   | 0     | 1      | 1     |
| 11   | Puerto Rico          | 0   | 0     | 1      | 1     |
|      | TOTAL                | 16  | 16    | 32     | 64    |